# پینهاس لاوون
پینهاس لاون (به عبری: פנחס לבון)(۱۲ ژوئیه ۱۹۰۴ - ۲۴ ژانویه ۱۹۷۶) یک سیاستمدار و وزیر اسرائیلی بود که بیش از همه به خاطر وقوع عملیات سری و ناموفق اسرائیل در خاک مصر در زمان وزارت وی مشهور شده است.
1. ↑  "Up to No Good" (به انگلیسی). Retrieved 2023-05-09.